# Nervo plantar medial
O nervo plantar medial é um ramo do nervo tibial. Ele inerva a pele da sola do pé e os músculos adjacentes ao hálux.